# Arrondissement de Strehlen

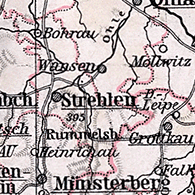
L'arrondissement de Strehlen aux limites de 1818 à 1932

L'arrondissement de Strehlen est un arrondissement prussien de Silésie qui a existé de 1742 à 1945. Le siège de l'arrondissement est Strehlen. L'ancien territoire de l'arrondissement fait maintenant partie de la voïvodie polonaise de Basse-Silésie.

## Histoire
Après la conquête de la majeure partie de la Silésie par la Prusse en 1741, les structures administratives prussiennes sont introduites en Basse-Silésie par l'ordre du cabinet royal du 25 novembre 1741. Celles-ci comprennent la création de deux chambres de guerre et de domaine (de) à Breslau et Glogau ainsi que leur division en arrondissements et la nomination d' administrateurs d'arrondissement le 1er janvier 1742
Dans la principauté de Brieg, l'une des sous-principautés silésiennes, les cinq arrondissements prussiens d'Ohlau, Brieg (de), Kreuzburg (de), Strehlen et Nimptsch sont formés à partir d'anciennes faubourgs silésiens. Ernst Friedrich von Berge-Herrendorf est nommé premier administrateur de l'arrondissement d'Ohlau,. L'arrondissement d'Ohlau est subordonné à la Chambre de guerre et de domaine de Breslau jusqu'à ce qu'il soit affecté au district de Reichenbach dans la province de Silésie au cours des réformes Stein-Hardenberg en 1815
Lors de la réforme des arrondissements du 1er janvier 1818 dans le district de Breslau, les villages de Baumgarten, Bohrau, Deutschlauden, Großburg, Jelline, Jexau, Klein Bresa, Krentsch, Kurtsch, Michelwitz, Neidchen, Ottwitz, Petrikau, Schönfeld, Schweinbraten et Wäldchen sont transférés de l'arrondissement de Breslau à l'arrondissement de Strehlen.
Le 8 novembre 1919, la province de Silésie est dissoute. La nouvelle province de Basse-Silésie est formée à partir des districts de Breslau et Liegnitz. Le 30 septembre 1929, une réforme territoriale a lieu dans l'arrondissement de Strehlen, comme dans le reste de l'État libre de Prusse, au cours de laquelle tous les districts de domaine sont dissous et attribués à des communes voisines. Le 1er octobre 1932, le territoire de l'arrondissement s'agrandit considérablement. L'arrondissement de Strehlen comprend désormais
- les communes d'Algersdorf, Berzdorf, Deutsch Neudorf, Dobrischau, Haltauf, Kunern, Korschwitz, Kraßwitz, Kummelwitz, Münchhof, Neobschütz, Neu Karlsdorf, Pleßguth, Schildberg, Schönjohnsdorf et Waldneudorf de l'arrondissement dissous de Münsterberg
- les communes de Dürr Brockuth, Dürr Hartau, Glofenau, Gollschau, Gorkau, Grögersdorf, Grün Hartau, Jakobsdorf, Kaltenhaus, Karschau, Karzen, Klein Johnsdorf, Kurtwitz, Leipitz-Sadewitz, Mallschau, Manze, Naß Brockuth, Plottnitz, Prauß, Pudigau, Reichau, Reisau, Roßwitz, Roth Neudorf, Rothschloß, Schmitzdorf, Siegroth, Silbitz, Stachau, Strachau b. Nimptsch, Tiefensee et Wonnwitz de l'arrondissement dissous de Nimptsch
- la ville de Wansen et les communes d'Alt Wansen, Brosewitz, Hermsdorf, Johnwitz, Knischwitz, Köchendorf, Marienau et Spurwitz de l'arrondissement d'Ohlau[7],[8].

Le 18 janvier 1941, la province de Silésie, unifiée le 1er avril 1938, est à nouveau dissoute et la nouvelle province de Basse-Silésie est formée à partir des districts de Breslau et Liegnitz.
Au printemps 1945, l'arrondissement est occupé par l'Armée rouge. À l'été 1945, l'arrondissement est placé sous administration polonaise par les forces d'occupation soviétiques conformément à l'Accord de Potsdam (de). L'afflux de civils polonais commence dans l'arrondissement, dont certains viennent des zones à l'est de la ligne Curzon qui sont tombées aux mains de l'Union soviétique. Dans la période qui suit, la majeure partie de la population allemande est expulsée de l'arrondissement.

## Évolution de la démographie
| Année | Habitants | Source |
| ----- | --------- | ------ |
| 1795  | 17 425    | [ 9 ]  |
| 1819  | 22 776    | [ 10 ] |
| 1846  | 30 551    | [ 11 ] |
| 1871  | 33 791    | [ 12 ] |
| 1885  | 37 614    | [ 13 ] |
| 1900  | 35 297    | [ 14 ] |
| 1910  | 35 978    | [ 14 ] |
| 1925  | 36 938    | [ 15 ] |
|       |           |        |
| 1939  | 57 458    | [ 15 ] |

## Administrateurs de l'arrondissement
1742–175900 George Friedrich von Kittlitz (de)
1761–177900 Hans Ernst von Wentzky und Petersheyde (de)
1779–179000 George Friedrich von Wentzky und Petersheyde (de)
1790–179800 Gabriel Ludwig Henckel von Donnersmarck (de)
1798–182600 Carl Julius Wilhelm von Prittwitz und Gaffron (de)
1831–183600 von Lemke
1838–185000 von Koschembahr (de)
1850–187200 Otto von Lieres und Wilkau (de)
1872–188200 Max von Saurma-Ruppersdorf
1882–190500 Hugo von Lieres und Wilkau
1905–191900 Eberhard von Lücken (de)
1919–192000 von Kirchbach (de)
1920–193200 Berthold Weese (de)
1932–194500 Maximilian Sell (de)

## Constitution communale
Depuis le XIXe siècle, l'arrondissement de Strehlen est divisé en villes, en communes rurales et en districts de domaine. Avec l'introduction de la loi constitutionnelle prussienne sur les communes du 15 décembre 1933 ainsi que le code communal allemand du 30 janvier 1935, le principe du leader est appliqué au niveau municipal. Une nouvelle constitution d'arrondissement n'est plus créée; Les règlements de l'arrondissement pour les provinces de Prusse-Orientale et Occidentale, de Brandebourg, de Poméranie, de Silésie et de Saxe du 19 mars 1881 restent applicables.

## Communes
L'arrondissement de Strehlen comprend pour la dernière fois deux villes et 113 communes :
| - Algersdorf - Alt Wansen - Altjägel - Altschammendorf - Arnsdorf - Bärzdorf - Baumgarten - Berzdorf - Birkkretscham - Brosewitz - Danchwitz - Dätzdorf - Deutsch Jägel - Deutsch Lauden - Deutsch Neudorf - Deutsch Tschammendorf - Dobergast - Dürr Brockuth - Dürr Hartau - Eichwald - Eisenberg - Friedersdorf - Friedfelde - Friedrichstein - Geppersdorf - Glambach - Glofenau - Gollschau - Gorkau | - Grögersdorf - Großburg - Grün Hartau - Gurtsch - Habendorf - Hermsdorf - Hirschwaldau - Jäschkittel - Jexau - Johnwitz - Kaltwassertal - Kampen - Karisch - Karlsdorf - Karschau - Karzen - Klein Bresa - Klein Johnsdorf - Klein Lauden - Knischwitz - Köchendorf - Korschwitz - Krain - Krippitz - Krummendorf - Kummelwitz - Kunern - Kurtsch - Kurtwitz | - Kuschlau - Leipitz-Sadewitz - Lindenbrunn - Lorenzberg - Louisdorf - Mallschau - Manze - Marienau - Markt Bohrau - Mehltheuer - Michelwitz - Mückendorf - Münchhof - Naß Brockguth - Niklasdorf - Ohletal - Olbendorf - Ottwitz - Pentsch - Peterwitz - Petrigau - Prauß - Prieborn - Pudigau - Reichau - Reisau - Riegersdorf - Rosen - Roßwitz | - Roth Neudorf - Rothschloß - Rummelsdorf - Ruppersdorf - Saegen - Schildberg - Schmitzdorf - Schönbrunn - Schönfeld - Schönjohnsdorf - Schreibendorf - Schweinbraten - Siegroth - Silbitz - Spurwitz - Stachau - Steinkirche - Strachau b. Nimptsch - Strehlen, ville - Striege - Tiefensee - Töppendorf - Türpitz - Wäldchen - Waldneudorf - Wammelwitz - Wammen - Wansen, ville |

Incorporations jusqu'en 1938
| - Dobrischau, le 1er avril 1937 à Rummelsdorf - Gambitz, le 1er avril 1937 à Karlsdorf - Haltauf, le 1er avril 1937 à Kunern - Jacobsdorf, le 1er avril 1937 à Siegroth - Kaltenhaus, au 1er avril 1937 à Tiefensee - Katschwitz, le 1er avril 1937 à habendorf - Krasswitz, le 1er avril 1937 à Rummelsdorf - Mittel Olbendorf, le 30 septembre 1928 à Olbendorf - Mittel Podiebrad, le 17 octobre 1928 à Mehltheuer - Mittel Schreibendorf, le 30 septembre 1928 à Unter Schreibendorf - Neu Karlsdorf, le 1er avril 1937 à Karlsdorf - Nieder Arnsdorf, le 30 septembre 1928 à Arnsdorf - Nieder Jäschkittel, le 1er avril 1938 à Jäschkittel - Nieder Olbendorf, le 30 septembre 1928 à Olbendorf - Nieder Podiebrad, le 17 octobre 1928 à Mehltheuer | - Nieder Rosen, le 30 septembre 1928 à Rosen - Nieder Schreibendorf, le 30 septembre 1928 à Ober Schreibendorf - Ober Arnsdorf, le 30 septembre 1928 à Arnsdorf - Ober Ecke, sur 30 septembre 1928 à Krain - Ober Jäschkittel, le 1er avril 1938 à Jäschkittel - Ober Olbendorf, le 30 septembre 1928 à Olbendorf - Ober Podiebrad, le 17 octobre 1928 à Mehltheuer - Ober Rosen, le 30 septembre 1928 à Rosen - Ober Schreibendorf, au 1er avril 1938 à Schreibendorf - Pleßguth, le 1er avril 1937 à Rummelsdorf - Plohe, le 1er avril 1937 à Birkkretscham - Plotnitz, le 1er avril 1937 à Siegroth - Pogarth, le 1er avril 1937 à Rummelsdorf - Unter Schreibendorf, le 1er avril 1938 à Schreibendorf - Wonnwitz, le 1er avril 1937 à Siegroth |

## Changements de noms de lieux
Dans l'entre-deux-guerres, plusieurs communes de l'arrondissement de Strehlen sont rebaptisées :
- Hussinetz → Friedrichstein (1937)
- Jelline → Hirschwaldau (1937)
- Krentsch → Lindenbrunn (1937)
- Mehltheuer-Podiebrad → Mehltheuer (1937)
- Neobschütz → Kaltwassertal (1937)
- Polnisch Jägel → Altjägel (1922)
- Polnisch Tschammendorf → Altschammendorf (1922)
- Tschanschwitz → Ohletal (1937)
- Warkotsch → Friedfelde (1937)

## Personnalités
- Johannes Ludwig Janson (1849-1914), vétérinaire né à Prieborn.
- Paul Ehrlich (1854-1915), lauréat du prix Nobel de médecine, est né à Strehlen.
- Utz Richter (de), acteur allemand, est né à Olbendorf.